# Atarba scutata
Atarba scutata är en tvåvingeart som beskrevs av Alexander 1939. Atarba scutata ingår i släktet Atarba och familjen småharkrankar. Inga underarter finns listade i Catalogue of Life.